# An Absence of Empathy
An Absence of Empathy — второй альбом прогрессивно-металлической группы Frameshift, вышел в 2005 году на лейбле Хеннинга Паули ProgRock Records.
Вокалистом выступил Себастьян Бах. На остальных инструментах — основатель группы Хеннинг Паули.

## Список композиций
1. "Human Grain (An Absence Of Empathy)"  – 4:41
2. "Just One More (Murder I - Serial Killer)"  – 5:49
3. "Miseducation (Violence in Schools I - The Teacher)"  – 5:41
4. "I Killed You (Murder II - Impulse Killer)"  – 9:01
5. "This Is Gonna Hurt (Torture I - Torturing)"  – 4:34
6. "Push The Button (War I - Modern War / Impersonal)"  – 6:10
7. "In An Empty Room (Rape I - The Victim)"  – 5:52
8. "Outcast (Violence in Schools II - School Shooting)"  – 5:32
9. "Blade (War II - Historical War / Personal)"  – 9:23
10. "How Long Can I Resist (Rape II - The Assailant)"  – 6:05
11. "When I Look Into My Eyes (Torture II - Being Tortured)"  – 5:13
12. "What Kind Of Animal (Human Grain - Part II)"  – 5:57

## Участники записи
- Sebastian Bach - вокал
- Henning Pauly - гитары, бас-гитара, банджо, пианино, синтезатор, перкуссия
- Музыка - Henning Pauly